# Wahlen 1993
◄◄ | ◄ | 1989 | 1990 | 1991 | 1992 | Wahlen 1993 | 1994 | 1995 | 1996 | 1997 | ► | ►►

Weitere Ereignisse
Im Jahr 1993 fanden folgende Wahlen statt:

## Afrika

### Burundi
- Parlamentswahl
- Präsidentschaftswahl

### Guinea
- Präsidentschaftswahl in Guinea 1993

### Niger
- am 14. Februar die Parlamentswahlen in Niger 1993
- am 27. Februar und 27. März die Präsidentschaftswahlen in Niger 1993

### Komoren
- Parlamentswahl auf den Komoren 1993

## Amerika

### Argentinien
- Parlamentswahl. Carlos Menem bleibt Präsident von Argentinien.

### USA
- Gouverneurswahlen

### Chile
- Präsidentschaftswahl am 11. Dezember 1993. Eduardo Frei Ruiz-Tagle erhält 57,9 % der Stimmen; sein konservativer Gegenkandidat Arturo Alessandri Besa 24,3 %.
- Parlamentswahl am 11. Dezember 1993 (Abgeordnetenkammer und Senat)

### Guatemala
- Präsidentschaftswahl. Ramiro de León Carpio wird gewählt.

### Honduras
- Parlamentswahl
- Präsidentschaftswahl

### Kanada
- Kanadische Unterhauswahl

### Venezuela
- Parlamentswahlen (Nationalversammlung (Venezuela)#Geschichte zwei Kammern) und Präsidentschaftswahl. Rafael Caldera wird neuer Präsident.

## Asien

### Iran
- Am 11. Juni im Iran, siehe Iranische Präsidentschaftswahlen 1993

### Japan
- Am 18. Juli in Japan, siehe Shūgiin-Wahl 1993

### Jemen
- Am 27. April Parlamentswahlen

### Pakistan
- Am 6. Oktober in Pakistan, siehe Parlamentswahl in Pakistan 1993

### Singapur
- im August Präsidentschaftswahl in Singapur, siehe Ong Teng Cheong

### Zypern
- Am 7. und 14. Februar die Präsidentschaftswahl in der Republik Zypern 1993

## Europa

### Andorra
- Am 14. März in Andorra, Verfassungsreferendum in Andorra 1993
- Am 12. Dezember in Andorra, Parlamentswahl in Andorra 1993

### Dänemark
- Am 18. Mai Volksabstimmung zum Vertrag von Maastricht

### Deutschland
Im Jahr 1993 fanden folgende Landtagswahlen statt:
- Am 19. September in Hamburg, siehe Bürgerschaftswahl in Hamburg 1993
- Am 5. Dezember 1993 die Kommunalwahlen in Brandenburg 1993
- Kommunalwahlen in Hessen 1993

### Frankreich
- Parlamentswahl in Frankreich 21. und 28. März

### Griechenland
- Am 10. Oktober in Griechenland, die Parlamentswahl in Griechenland 1993

### Lettland
Am 5. und 6. Juni in Lettland, die Parlamentswahl in Lettland 1993

### Norwegen
- Am 13. September in Norwegen, die Parlamentswahl in Norwegen 1993

### Österreich
- Am 16. Mai in Niederösterreich, die Landtagswahl in Niederösterreich 1993

### Russland
- Am 12. Dezember in Russland, siehe Parlamentswahl in Russland 1993

### Schweiz
- Am 3. und 10. März in der Schweiz, siehe Bundesratswahl 1993

### Spanien
- Am 6. Juni in Spanien, die Parlamentswahl in Spanien 1993